# العلاقات الأذربيجانية البرتغالية
العلاقات الأذربيجانية البرتغالية هي العلاقات الثنائية التي تجمع بين أذربيجان والبرتغال.

## مقارنة بين البلدين
هذه مقارنة عامة ومرجعية للدولتين:
| وجه المقارنة                                              | أذربيجان        | البرتغال                                                  |
| --------------------------------------------------------- | --------------- | --------------------------------------------------------- |
| المساحة (كم2)                                             | 86.60 ألف       | 92.21 ألف                                                 |
| عدد السكان (نسمة)                                         | 10.00 مليون     | 10.60 مليون                                               |
| الكثافة السكانية (ن./كم²)                                 | 115.47          | 114.95                                                    |
| العاصمة                                                   | باكو            | لشبونة                                                    |
| اللغة الرسمية                                             | اللغة الأذرية   | اللغة البرتغالية، اللغة الميراندية                        |
| العملة                                                    | مانات أذربيجاني | يورو، اسكودو برتغالي                                      |
| الناتج المحلي الإجمالي (بليون دولار)                      | 40.75 مليار     | 217.57 مليار                                              |
| الناتج المحلي الإجمالي (تعادل القوة الشرائية) بليون دولار | 171.56 مليار    | 307.82 مليار                                              |
| الناتج المحلي الإجمالي الاسمي للفرد دولار أمريكي          | 5.50 ألف        | 19.22 ألف                                                 |
| الناتج المحلي الإجمالي للفرد دولار أمريكي                 | 17.52 ألف       | 28.76 ألف                                                 |
| مؤشر التنمية البشرية                                      | 0.751           | 0.830                                                     |
| رمز المكالمات الدولي                                      | +994            | +351                                                      |
| رمز الإنترنت                                              | .az             | .pt                                                       |
| المنطقة الزمنية                                           | ت ع م+04:00     | توقيت غرب أوروبا، توقيت غرب أوروبا الصيفي، أوروبا/لشبونة ‏ |

## منظمات دولية مشتركة
يشترك البلدان في عضوية مجموعة من المنظمات الدولية، منها:
| علم المنظمة | اسم المنظمة                               | تاريخ انضمام أذربيجان | تاريخ انضمام البرتغال |
| ----------- | ----------------------------------------- | --------------------- | --------------------- |
|             | الاتحاد البريدي العالمي                   | ?                     | ?                     |
|             | بنك التنمية الآسيوي                       | 1999                  | 2002                  |
|             | يونسكو                                    | 3 يونيو 1992          | 11 مارس 1965          |
|             | البنك الدولي للإنشاء والتعمير             | 18 سبتمبر 1992        | 29 مارس 1961          |
|             | وكالة ضمان الاستثمار متعدد الأطراف        | 23 سبتمبر 1992        | 6 يونيو 1988          |
|             | الاتحاد الدولي للاتصالات                  | 10 أبريل 1992         | 1866                  |
|             | منظمة الشرطة الجنائية الدولية             | ?                     | ?                     |
|             | مؤسسة التنمية الدولية                     | 31 مارس 1995          | 29 ديسمبر 1992        |
|             | مؤسسة التمويل الدولية                     | 11 أكتوبر 1995        | 8 يوليو 1966          |
|             | الأمم المتحدة                             | 2 مارس 1992           | 14 ديسمبر 1955        |
|             | منظمة الأمن والتعاون في أوروبا            | 30 يناير 1992         | 25 يونيو 1973         |
|             | مجلس أوروبا                               | 25 فبراير 2001        | ?                     |
|             | منظمة حظر الأسلحة الكيميائية              | ?                     | ?                     |
|             | المركز الدولي لتسوية المنازعات الاستشارية | 18 أكتوبر 1992        | 1 أغسطس 1984          |

## وصلات خارجية
- موقع وزارة الخارجية الأذربيجانية
- موقع وزارة الخارجية البرتغالية